# 384 a. C.
El año 384 a. C. fue un año del calendario romano prejuliano. En el Imperio romano se conocía como el Año del Tribunado de Cornelio, Poplícola, Camilo, Rufo, Craso y Capitolino (o menos frecuentemente, año 370 Ab urbe condita).

## Acontecimientos

### Grecia
- Lisias, el orador ateniense, con motivo de las Olimpíadas, rechaza a los griegos por permitir que los dominara el tirano de Siracusa Dionisio I y por los bárbaros persas.

## Nacimientos
- Aristóteles, filósofo, lógico y científico griego (f. 322 a. C.).
- Démades, orador y político ateniense (f. 320 a. C.).
- Demóstenes, orador y político ateniense (f. 322 a. C.).